# Azrael

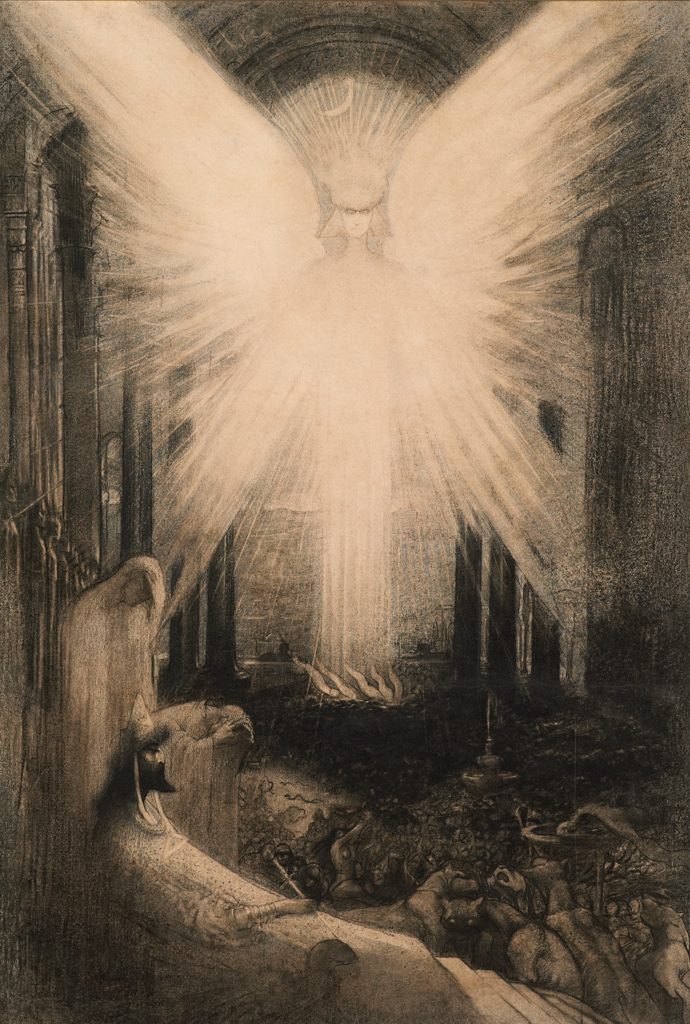
Jean Delville - Azrael

Azrael, z arabského Azra'il (عزرائي) nebo Azra'eil (عزرایل), je islámský anděl smrti. Bývá též nazýván Azrail, Ashriel, Azaril, Azriel, Izrail, Izrael a Ozryel nebo persky Mordad (مورداد). Izrail znamená „ten, komu bůh pomáhá“.
V Koránu se jméno Azra'il neobjevuje, místo něho se objevuje buď jméno Abou-Jaria (أبو جارية) nebo Malaikat Al-Maut (مليكة الموت), doslovný překlad „andělé smrti“ (nikoli jen jediný anděl). Jeho úkolem je sběr duší a jejich odvádění před soud. Jelikož se o něm nezmiňuje ani Korán, ani Hadís, není přímo součástí náboženství. Někteří jej považují za legendu, jiní tvrdí, že byl přejat z jiných náboženství.

## Pozadí
Ačkoli některé zdroje spekulují o spojení mezi Azraelem a židovským knězem Ezrou, který vyvedl Židy z babylonského zajetí, bývá obvykle zobrazován jako archanděl, jehož minulost je mnohem starší.
Spíše než jako pouhé zosobnění smrti bývá Azrael v islámských zdrojích obvykle uváděn jako podřízený boží vůli a „těšící se nejhlubší úctě“. V židovské mystice bývá ztotožňován se ztělesněním zla, nikoli nutně či specificky přímo se samotnou smrtí.
V závislosti na názorech a pravidlech různých náboženství může být uváděn coby bytost sídlící ve třetím nebi. Má čtyři tváře a čtyři tisíce křídel a celé jeho tělo tvoří oči a jazyky, jejichž počet odpovídá množství lidí obývajících zemi. Bude poslední, kdo zemře, a ve velké knize neustále zaznamenává a maže jména lidí při jejich narození a úmrtí.